# 도라 반 더 그로엔

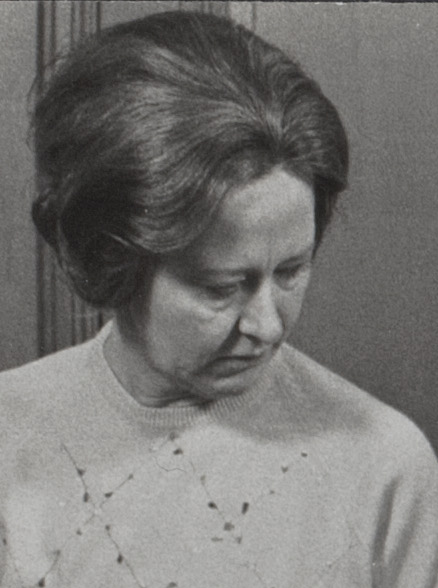

도라 반 더 그로엔(Dora van der Groen, 1927년 3월 10일 ~ 2015년 11월 8일)은 벨기에의 텔레비전 배우, 영화배우, 무대 연출가, 영화 감독, 대학 교수, 연극 배우이다.
안트베르펜에서 태어났으며 헤일에서 사망하였다. 사인은 질병이다.

## 영화
- 폴린느와 폴레트 (2000년)
- 에스 (1998년)
- 레오니 (1997년)
- 안토니아스 라인 (1995년) - 일레곤다 역
- 캐티 티펠 (1975년)
- 머리를 짧게 자른 사나이 (1966년)
- 와트 버텔런 위 캐롤라인? (1964년)